# Arlequin gallois
Le canard arlequin gallois (Welsh Harlequin duck) est une race récente de canard domestique originaire du Pays de Galles.

## Histoire
C'est en 1949, que le capitaine Leslie Bonnet  (1902-1985) découvre dans sa ferme de Criccieth (au bord de la baie de Cardigan) une mutation de coloris au sein de son troupeau de canards kaki-campbell et commence une sélection stricte pour maintenir et fixer ce trait. La race est sauvée ensuite par un éleveur, Eddie Grayson, du Lancashire, au début des années 1960. Des œufs sont exportés vers 1968 aux États-Unis, suivis d'une importation de plusieurs individus en 1981. L'arlequin gallois a contribué avec un croisement d'aylesbury à la création du canard de Whalesbury, toujours par le capitaine Bonnet.

## Description
Aujourd'hui la race est fixée comme un canard léger au plumage clair et  brillant dont la cane est réputée pour ses qualités de pondeuse. Les coloris et la conformation de la race ont évolué, ce qui laisse supposer l'apport de sang nouveau. L'arlequin gallois pèse entre 2 et 2,5 kg. Les femelles ont un bec noir, des pattes brunes et leur plumage est semblable à celui de la cane colvert, mais évoluant vers une couleur crème-miellée avec un apport de plumes blanches, et sans la ligne foncée qui prolonge les deux côtés de l'œil. Les mâles à la tête couleur bronze sont similaires aux colverts ; ils montrent bien un anneau blanc au col, avec un plumage légèrement tacheté et un bec jaune-verdâtre et des pattes de couleur orange. Les épaules et la poitrine sont de couleur acajou, le ventre blanc. Les jeunes mâles ont un bec plus foncé que les femelles. Il existe aussi une variété « dorée », fort appréciée en Grande-Bretagne, qui remplace les pigments noirs des plumes par une couleur brun-doré.   
Cette race est calme et docile. La cane est une excellente pondeuse (en général de 150 œufs à 190 œufs par an de 65 grammes en moyenne). L'arlequin gallois figure parmi les races reconnues par le British Poultry Standard. L'arlequin gallois a été admis au standard de perfection de l'American Poultry Association en 2001. Mais à cause de son effectif fort réduit en Amérique du Nord, il y est considéré comme en danger par l'American Livestock Breeds Conservancy. Le baguage est de 15 mm.